# کاراپله
کاراپله (به ایتالیایی: Carapelle) یک کومونه در ایتالیا است که در استان فوجا واقع شده‌است.

## خصوصیات
کاراپله ۲۴٫۸۶ کیلومترمربع مساحت و ۶٬۰۴۶ نفر جمعیت دارد.